# Lunalilo
Lunalilo (31 januari 1835 - 3 februari 1874) was de zesde koning van Hawaï. Hij heeft slechts dertien maanden geregeerd.
Lunalilo werd op 1 januari 1872 gekozen tot koning van het Koninkrijk Hawaï en werd op 9 januari ingehuldigd.
Tijdens zijn bewind probeerde hij een aantal democratische hervormingen door te voeren. Zo wilde hij een tweekamerstelsel invoeren in het parlement. Ook vond hij dat een veto van de koning voortaan door een schriftelijke verklaring moest worden vergezeld. Van zijn plannen is echter niet veel terechtgekomen. Wel werd het leger ontbonden nadat dit in opstand was gekomen.
Lunalilo hield er geen gezonde levensstijl op na. Hij was alcoholist. Toen hij een aantal maanden had geregeerd kreeg hij ook nog tuberculose. In een laatste poging om weer beter te worden verhuisde hij naar het dorp Kailua. Het mocht echter niet baten en op 3 februari 1874 overleed de koning. Aangezien hij geen opvolger had aangewezen werden er nieuwe verkiezingen gehouden en werd David Kalakaua tot zijn opvolger gekozen.